# Вальдес, Рамиро
Рамиро Вальдес Менендес (исп. Ramiro Valdés Menéndez; 28 апреля 1932, Артемиса) — кубинский политик и государственный деятель, бывший член Политбюро ЦК Коммунистической партии Кубы, близкий сподвижник братьев Кастро. Активный участник Кубинской революции. Министр внутренних дел Кубы в 1961—1968 и 1979—1985, руководил аппаратом правопорядка и политических репрессий. В 1976—1986 и 2009—2019 — вице-председатель Госсовета Кубы, с 2009 — вице-премьер правительства Кубы. Представляет в партийно-государственном руководстве ортодоксально-коммунистическую линию. Герой Республики Куба (2001) и Герой Труда Республики Куба (2018).

## Ранние годы
Родился в малоимущей семье из провинции Гавана (ныне провинция Артемиса). Пятеро детей воспитывались матерью-разнорабочей. С детства Рамиро Вальдес примыкал к подростковой группировке, которую вспоминал как «соседское братство». Эти друзья детства стали его сподвижниками на десятилетия. После школы Рамиро Вальдес поступил на работу в энергетическую компанию, протестовал против тяжёлых и опасных условий труда. Был уволен, работал рубщиком сахарного тростника.
Жизненные условия Рамиро Вальдеса способствовали антиправительственному настрою. Весной 1952 двадцатилетний Вальдес положительно воспринял переворот Фульхенсио Батисты — но только потому, что незаконность переворота давала, по его мнению, право на вооружённую борьбу с властями. Вместе со своим «соседским братством» установил связь с Фиделем Кастро, стал одним из основателей Движения 26 июля.

## В Кубинской революции
26 июля 1953 Рамиро Вальдес участвовал в нападении на казармы Монкада, первым прорвался в казармы. Был арестован и приговорён к длительному тюремному заключению. Находился в тюрьме на острове Пинос вместе с Фиделем Кастро. Участвовал в тюремных протестах — пел революционные песни, когда тюрьму посетил Батиста. За это был переведён в особое помещение для душевнобольных заключённых. Две недели пробыл в карцере без освещения размером два метра на полтора.
В 1955 амнистирован вместе с другими революционерами и эмигрировал в Мексику. После прохождения военной подготовки в 1956 вернулся на Кубу с экспедицией яхты Гранма. Участвовал в партизанской войне против Батисты. Воевал горах Сьерра-Маэстры и Эскамбрая под командованием Эрнесто Че Гевары и Хуана Альмейда Боске, имел звания повстанческого лейтенанта, затем команданте. Также Вальдес специализировался на создании повстанческой контрразведки и системы внутренней безопасности. 1 января 1959 вступал в Гавану.

## МВД, Политбюро, Госсовет
После победы Кубинской революции Рамиро Вальдес был назначен командующим Центральной военной зоной. 26 марта 1959 возглавил первую спецслужбу правительства Кастро — ДИЕР, объединившую департаменты расследований армии, флота и полиции. На этом посту руководил формированием кубинских органов госбезопасности. Уделял особое внимание освоению современных для того времени информационных технологий. Входил в руководство Объединённых революционных организаций — структурной основы Коммунистической партии Кубы (КПК), учреждённой в 1965. Идеологически эволюционировал от ультралевого популизма к радикальному марксизму и кастроизму.
В 1961 Рамиро Вальдес был назначен министром внутренних дел в правительстве Фиделя Кастро. МВД Кубы включило национальную революционную полицию, департамент госбезопасности G-2, следственное управление, погранвойска, пожарную охрану, контроль над массовой сетью Комитетов защиты революции. Фактически под руководством Рамиро Вальдеса оказались все силовые структуры и спецслужбы, кроме Революционных вооружённых сил и аффилированного с ними ополчения milicias. Заместителем министра Вальдеса и руководителем органов госбезопасности являлся Мануэль Пиньейро.
Аппарат МВД, особенно госбезопасность, сыграли важную роль в подавлении антикоммунистического подполья и крестьянского повстанческого движения. Политически Вальдес был сторонником однопартийной системы власти, социально-экономического огосударствления и максимального сближения с СССР (между кубинским МВД и советским КГБ были установлены тесные оперативные связи). Отличался особым марксистско-ленинским догматизмом и упорством в проведении самого жёсткого курса. Был прозван «кубинским Дзержинским», впоследствии «антильским Каддафи». На I съезде КПК в 1975 был кооптирован в высший орган партийной власти — Политбюро ЦК, c 1980 курировал по партийной линии идеологическое направление.
В 1968 — после внутрипартийного конфликта, репрессирования Анибаля Эскаланте с его сторонниками и реорганизации МВД по советским образцам — Рамиро Вальдес был переведён на пост заместителя министра вооружённых сил. Министром являлся Рауль Кастро, который и отдал соответствующее распоряжение. С 1976, когда был упразднён пост президента Кубы и создан Государственный совет под председательством Фиделя Кастро, Вальдес стал одним из вице-председателей этого органа. В 1979 вновь назначен министром внутренних дел, занимал пост до 1985. Несколько раз избирался депутатом Национальной ассамблеи народной власти.

## Отстранение и возвращение
С середины 1980-х по начало 2000-х Рамиро Вальдес находился в политической тени. Эксперты связывают это с закулисным противостоянием в кубинском руководстве и дезориентацией просоветской линии в контексте горбачёвской Перестройки. В 1985 Вальдес оставил пост главы МВД, в 1986 выведен из Политбюро и Госсовета. Занимал хозяйственные должности в энергетическом секторе.
Положение Рамиро Вальдеса вновь изменилось с 2001, когда ему было присвоено звание Герой Кубы. В 2003 он вернулся в состав Госсовета, в 2005 назначен министром связи и коммуникаций (контроль над информационными технологиями). Сохранял министерский пост до 2010, при премьерствах Фиделя и Рауля Кастро. В 2008 вернулся в состав Политбюро, в 2009 вновь стал вице-председателем Госсовета (сменил скончавшегося Хуана Альмейду Боске), оставался в должности до 2019. Тогда же занял пост вице-премьера в правительстве Рауля Кастро.

## Ветеран ортодоксальной линии
С 2011 Рамиро Вальдес вновь воспринимался как один из руководителей партии и государства. Сохранял этот статус после отставки и смерти Фиделя Кастро, когда власть перешла к его младшему брату. Политико-идеологически Вальдес оставался на прежних позициях, выступал за полновластие КПК.
На VIII съезде КПК в апреле 2021 Рауль Кастро объявил о своей отставке. Новым первым секретарём ЦК стал Мигель Диас-Канель, занимающий также восстановленный пост президента Кубы. Рамиро Вальдес не был включён в новый состав Политбюро, хотя остался вице-премьером. Характеризовал Диас-Канеля как «представителя нового поколения руководителей, подготовленных Фиделем и Раулем». Воспринимается как влиятельный представитель ветеранов поколения Кастро, проводник консервативной ортодоксально-коммунистической линии.